# Martinice (tvrz)
Martinice jsou zaniklá tvrz ve stejnojmenné vesnici nedaleko Votic v okrese Benešov. Viditelné zbytky zdiva byly odkryty archeologickým výzkumem. Od roku 1965 je tvrz chráněna jako kulturní památka. Je spojená se šlechtickým rodem Martiniců.

## Historie
Prvním známým majitelem tvrze byl Beneš z Martinic připomínaný v roce 1318, ale archeologické nálezy dokládají její existenci již ve druhé polovině 13. století. Po připojení jejího panství k zámku ve Vrchotových Janovicích byla opuštěna a roku 1549 se uvádí jako pustá. Její zříceniny byly ve druhé polovině 19. století rozebrány a použity při stavbě školy a domu čp. 2.

## Stavební podoba
Okrouhlé tvrziště o průměru 25 m již ve 13. století obepínala kamenná hradba, před kterou byl ještě příkop a val. Uvnitř byly na východní straně přiloženy k hradbě dvě malé stavby. Po požáru koncem 14. století bylo tvrziště na jižní straně rozšířeno o prostor, kde byla postavena čtverhranná obytná věž vybavená pravděpodobně průjezdem brány. Zbytek vnitřního prostoru zabrala tři křídla budov okolo malého nádvoří a k vnější straně hradby byly přistavěny dvě štíhlé čtverhranné věže.

## Přístup
Tvrziště se nachází na soukromé zahradě, je však volně přístupné.